# Vidua nigeriae
Il combassù o combassou della Nigeria, noto anche come vedova della Nigeria (Vidua nigeriae (Alexander, 1908)), è un uccello passeriforme della famiglia Viduidae.

## Etimologia
Il nome scientifico della specie, nigeriae, è un riferimento all'areale di diffusione della specie: il suo nome comune altro non è che la traduzione di quello scientifico.

## Descrizione

### Dimensioni
Misura 10–11 cm di lunghezza, per 10-14 g di peso.

### Aspetto
Si tratta di uccelli dall'aspetto slanciato, muniti di testa arrotondata, becco forte e conico, ali appuntite e coda dalla punta squadrata: nel complesso, il combassù della Nigeria è molto simile al combassù del Senegal.
La specie presenta dicromatismo sessuale, particolarmente evidente durante il periodo degli amori: nei maschi, infatti, la livrea è completamente nera, con ali e coda di colore bruno (le prime con remiganti tendenti al dorato), una macchia bianca sotto l'ala (visibile solo quando l'animale dispiega le ali) e riflessi bronzei su area dorsale e ventrale.

Le femmine, invece, presentano piumaggio tendente al bruno dorsalmente (con ali e coda più scure) e al grigio-biancastro ventralmente, con testa munita di fronte, vertice, nuca e di una banda che va dalla tempia al lato del collo di colore bruno scuro e di sopracciglio bianco-grigiastro.

In ambedue i sessi il becco è di colore bianco-grigiastro, gli occhi sono di color bruno scuro e le zampe sono di color carnicino.

## Biologia
Il combassù della Nigeria mostra abitudini di vita quasi esclusivamente diurne, muovendosi all'infuori del periodo riproduttivo in stormi misti assieme a varie specie di estrildidi e ploceidi, che passano la maggior parte della giornata alla ricerca di acqua e cibo, salvo poi all'imbrunire cercare riparo in posatoi ben nascosti fra il fogliame per passare la notte.

### Alimentazione
La dieta di questa specie è in massima parte granivora, componendosi di semi di piante erbacee rinvenuti in genere al suolo, ma comprendente anche altri alimenti sia di origine vegetale (piccole bacche e frutti, germogli e foglioline tenere) che animale (insetti ed altri piccoli invertebrati).

### Riproduzione
La stagione riproduttiva coincide con la fase finale della stagione delle piogge e con quella delle specie bersaglio, estendendosi da settembre a novembre: questi combassù mostrano parassitismo di cova nei confronti degli astri quaglia.
I maschi corteggiano le femmine cantando da posatoi in evidenza, arruffando le penne, saltellando e scacciando eventuali intrusi: dopo l'accoppiamento esse depongono di nascosto all'interno dei nidi delle specie parassitate 2-4 uova, per poi allontanarsi. A differenza di altre specie di combassù, la femmina del combassù della Nigeria non si nutre delle uova della specie bersaglio per poi sostituirle con le proprie, ma semplicemente aggiunge le proprie uova alla covata già presente.

I pulli schiudono dopo circa due settimane dalla deposizione: essi nascono ciechi ed implumi, e presentano caruncole ai lati della bocca e disegno golare identici a quelli della specie parassitata, risultando quindi da essi indistinguibili. I pulli coabitano coi loro fratellastri, seguendo il loro ciclo di crescita (involo a tre settimane dalla schiusa, indipendenza a un mese e mezzo di vita) e spesso condividendo con la propria famiglia adottiva anche lo stormo di appartenenza.

## Distribuzione e habitat
La specie occupa un areale piuttosto ristretto, che comprende zone circoscritte di Mali centrale e sudoccidentale, il nord-est del Ghana, la Nigeria centrale e orientale al confine col Camerun e la zona di Yei nel Sudan del Sud. In tempi meno recenti, la specie sembra essere stata osservata anche in Gambia.
L'habitat di questi uccelli è rappresentato dalle aree erbose aperte (anche alluvionali) con presenza di cespugli o alberi isolati: li si può osservare anche nelle risaie.